# Ernest Doudart de Lagrée
Ernest Marie Louis de Gonzague Doudart de Lagrée, devenu en 1862 par jugement Doudart de la Grée, né le 31 mars 1823 à Saint-Vincent-de-Mercuze (Isère) et mort le 12 mars 1868 à Tong-Tchouen, dans le Yunnan, est un marin et explorateur français.

## Biographie
Élève de l'École polytechnique en 1842, aspirant de 1re classe en 1845, lieutenant de vaisseau en 1854, il fait la guerre de Crimée et est décoré de la Légion d'honneur à cette occasion. En 1862, il part pour la Cochinchine, et participe à la signature du traité qui attribue à la France un protectorat sur le Cambodge le 5 juillet 1863 à Saïgon.

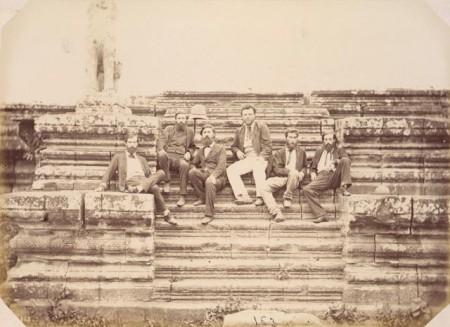
Doudart de Lagrée (premier à gauche) avec les membres de Commission scientifique du Mékong lors d'un séjour à Angkor en 1866 (photographie d'Émile Gsell)

### Guerre de Crimée (1853-1856)
Quand débute la guerre de Crimée, Ernest Doudart de Lagrée est en poste à bord du trois-mâts Friedland, un bâtiment compris dans le corps expéditionnaire franco-britannique dépêché en Mer Noire. Ernest Doudart de Lagrée est nommé lieutenant de vaisseau juste avant la rupture des relations diplomatiques avec la Russie. Il assiste au bombardement d'Odessa et prend part, en 1854, au siège de Sebastopol . Le Friedland bombarde avec d'autres navires les défenses de la ville sans grand succès avant de se retirer sous le feu des batteries russes.
Alors qu'il mouille près de Katcha, le Friedland est surpris par un ouragan les 14 et 15 novembre 1854. Il subit de graves avaries qui l'obligent à rentrer à Constantinople où Doudart de Lagrée séjournera un an. Il rentre en France dans la fin de l'année 1855.

### Représentant français au Cambodge
À son retour en France, on confie diverses missions à Doudart de Lagrée. Malheureusement, ce dernier est fortement indisposé par une maladie de la gorge que les médecins diagnostiqueront plus tard comme une pharyngite granuleuse chronique et qui le force à prendre les eaux. En 1861, il demande à être envoyé en Cochinchine où le climat chaud sera propice à son rétablissement.

### Mission d'exploration du Mékong (1866-1868)
Doudart de Lagrée revient en France en 1864, avant de repartir, avec le grade de capitaine de frégate, en 1866 pour une expédition scientifique sur le Mékong, avec, pour second, le lieutenant Francis Garnier ; l'expédition comprend Clovis Thorel, chargé de la partie botanique, le lieutenant Louis Delaporte, Louis de Carné, le docteur Lucien Joubert et le photographe Émile Gsell. Elle remonte le fleuve, traversant des forêts impénétrables et explorant, notamment, le site d'Angkor en 1866, puis elle remonte vers l'actuel Laos et le Tonkin, mais, le commandant Doudart de Lagrée meurt de maladie en 1868, dans les hautes montagnes du Yunnan, avant la fin de l'expédition qui s'achève sous le commandement de son second en juin 1868 à Shanghai.
Ernest Doudart de Lagrée était également entomologiste. Sa collection d'insectes exotiques a été léguée au Muséum national d'histoire naturelle à Paris.
Il est enterré au cimetière français de Saïgon dans le même tombeau que Francis Garnier. Après que ce cimetière a été détruit par les autorités communistes, une urne contenant ses cendres a été remise par les autorités vietnamiennes au consul général français à Hô Chi Minh-Ville, le 2 avril 1983. Elle a été rapatriée depuis Singapour par l'aviso portant son nom, puis rapportée dans son village natal de Saint-Vincent-de-Mercuze.

## Décorations
Officier de la Légion d'honneur
 Médaille commémorative de la guerre de Crimée
 Grand croix de l'Ordre royal du Cambodge

## Navires
Son nom a été donné à plusieurs bâtiments de la Marine nationale :
- un torpilleur de haute mer lancé en 1886 et désarmé en 1905 ;
- la Doudart de Lagrée, chaloupe canonnière lancée en 1909, pour servir en Chine, désarmée en 1941, et rayée de la liste de la flotte française en 1949 ;
- un aviso escorteur de la classe Commandant Rivière lancé en 1961 et retiré du service actif en 1991[4].

## Monument dédié

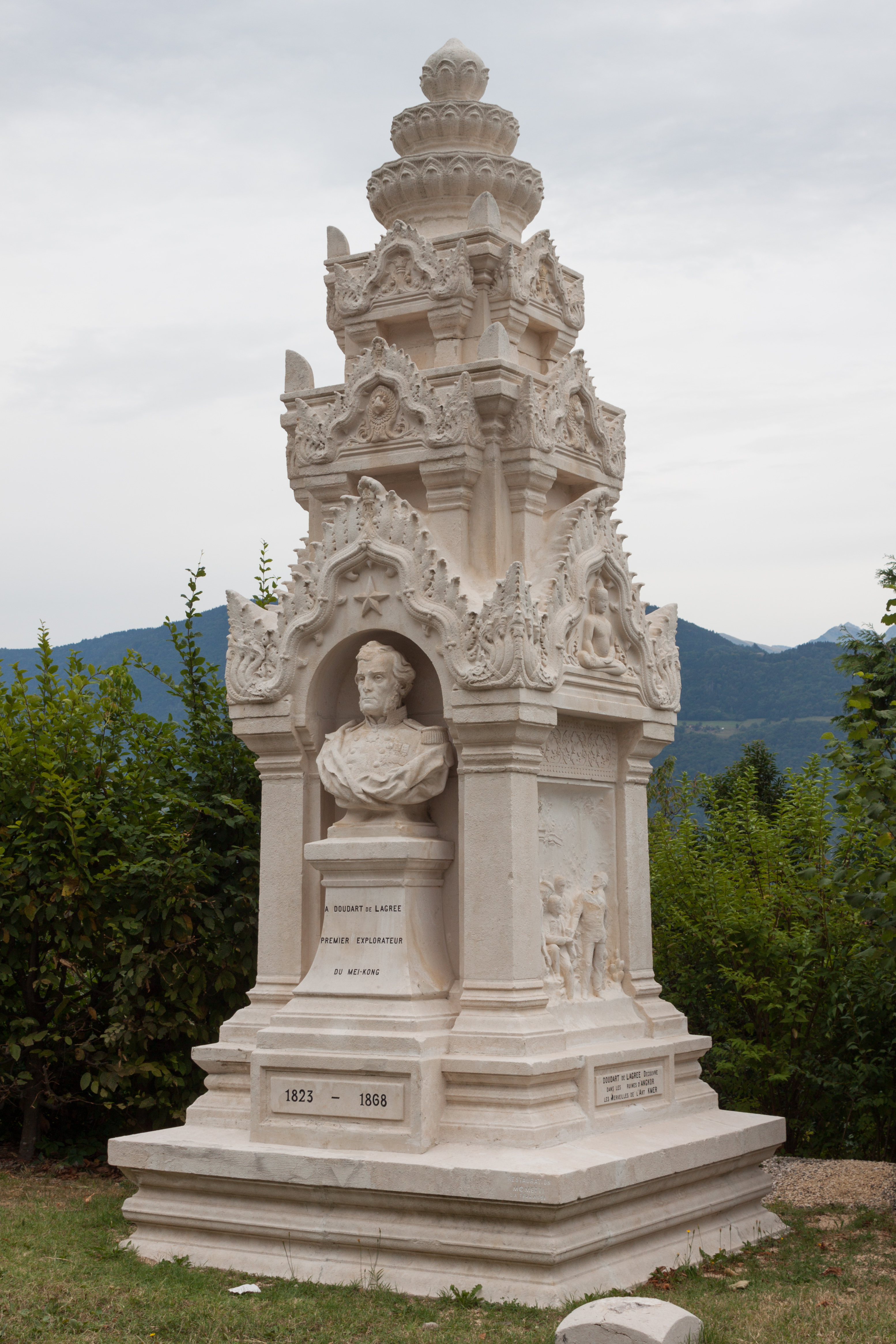
Monument dédié à Ernest Doudart de Lagrée à Saint-Vincent-de-Mercuze.

Un monument est dédié à Ernest Doudart de Lagrée. Il est inauguré par le président Félix Faure et le maire de Grenoble Stéphane Jay le 15 août 1896 au square des Postes à Grenoble (actuel square Docteur-Martin). Lors du réaménagement de ce square en 1968, il est transféré à Saint-Vincent-de-Mercuze, sa ville natale, où il est toujours visible.